# شینگو ماتسواوکا
شینگو ماتسواوکا (ژاپنی: 松岡 真吾؛ زادهٔ ۱۷ فوریهٔ ۱۹۸۱) یک بازیکن فوتبال اهل ژاپن است.
از باشگاه‌هایی که در آن بازی کرده‌است می‌توان به باشگاه فوتبال سرزو اوساکا اشاره کرد.